# Episodi di Willy, il principe di Bel-Air (terza stagione)
La terza stagione della sitcom Willy, il principe di Bel-Air è andata in onda negli Stati Uniti dal 14 settembre 1992 al 10 maggio 1993 sul canale NBC.
| nº | Titolo originale                               | Titolo italiano              | Prima TV USA      | Prima TV Italia  |
| -- | ---------------------------------------------- | ---------------------------- | ----------------- | ---------------- |
| 1  | How I Spent My Summer Vacation                 | Un rientro movimentato       | 14 settembre 1992 | 15 novembre 1993 |
| 2  | Will Gets Committed                            | Il segreto di Vivian         | 21 settembre 1992 | 16 novembre 1993 |
| 3  | That's No Lady, That's My Cousin               | Uno schianto di cugina       | 28 settembre 1992 | 17 novembre 1993 |
| 4  | Hilary Gets a Job                              | Una diretta per due          | 5 ottobre 1992    | 16 novembre 1993 |
| 5  | Mama's Baby, Carlton's Maybe                   | Un ragazzo quasi padre       | 12 ottobre 1992   | 20 novembre 1993 |
| 6  | P.S. I Love You                                | Amore interessato            | 24 ottobre 1992   | 19 novembre 1993 |
| 7  | Here Comes the Judge                           | Willy non mi lasciare        | 26 ottobre 1992   | 23 novembre 1993 |
| 8  | Boyz in the Woods                              | Lezione di sopravvivenza     | 5 novembre 1992   | 22 novembre 1993 |
| 9  | A Night at the Oprah                           | L'ospite indesiderato        | 9 novembre 1992   | 24 novembre 1993 |
| 10 | Asses to Ashes                                 | Giudici contro               | 16 novembre 1992  | 25 novembre 1993 |
| 11 | A Funny Thing Happened on the Way to the Forum | Non colpirmi sulla fronte    | 23 novembre 1992  | 26 novembre 1993 |
| 12 | The Cold War                                   | Guerra fredda                | 7 dicembre 1992   | 27 novembre 1993 |
| 13 | Mommy Nearest                                  | Rifiuto di obbedienza        | 14 dicembre 1992  | 29 novembre 1993 |
| 14 | Winner Takes Off                               | Doppio inganno               | 4 gennaio 1993    | 30 novembre 1993 |
| 15 | Robbing the Banks                              | Un'idea geniale              | 18 gennaio 1993   | 2 dicembre 1993  |
| 16 | Bundle of Joy                                  | La dolce attesa              | 25 gennaio 1993   | 4 dicembre 1993  |
| 17 | The Best Laid Plans                            | Una cerimonia azzardata      | 1º febbraio 1993  | 1º dicembre 1993 |
| 18 | The Alma Matter                                | L'occasione mancata          | 8 febbraio 1993   | 6 dicembre 1993  |
| 19 | Just Say Yo                                    | Qualche pillola di troppo    | 15 febbraio 1993  | 11 dicembre 1993 |
| 20 | Baby Comes Out                                 | Fiocco azzurro in casa Banks | 22 febbraio 1993  | 3 dicembre 1993  |
| 21 | You Bet Your Life                              | Gioco d'azzardo              | 1º marzo 1993     | 7 dicembre 1993  |
| 22 | Ain't No Business Like Show Business           | Dilettanti allo sbaraglio    | 12 aprile 1993    | 8 dicembre 1993  |
| 23 | The Way We Were                                | Come eravamo                 | 3 maggio 1993     | 10 dicembre 1993 |
| 24 | Six Degrees of Graduation                      | Il sospirato diploma         | 10 maggio 1993    | 9 dicembre 1993  |

## Un rientro movimentato
- Titolo originale: How I Spent My Summer Vacation
- Diretto da: Shelley Jensen
- Scritto da: Winifred Hervey

### Trama
Willy torna dalle vacanze estive passate a Philadelphia e crea subito scompiglio in famiglia. A non sopportarlo proprio è zio Philip, il quale lo incolpa di metterlo in imbarazzo con le sue sciocchezze. Willy sentitosi offeso decide di andarsene di casa e cerca rifugio a casa di Jazz, ma quest'ultimo lo lascia fuori casa avendo già una bella compagnia femminile. Willy vagando per strada ha un problema con un agente, il quale lo riporterà a casa dagli zii. Zio Philip molto arrabbiato con lui lo rimprovera, ma Willy riesce a far valere le sue ragioni e convince zio Philip a lasciarlo vivere secondo il suo modo di essere. Egli riuscirà però ad incastrarlo sostenendo che ciò che farà avrà ripercussioni sulla vita dei suoi figli...

## Il segreto di Vivian
- Titolo originale: Will Gets Committed
- Diretto da: Shelley Jensen
- Scritto da: Leslie Ray e David Steven Simon

### Trama
Tutta la famiglia viene costretta ad andare al "vecchio quartiere" da zio Philip per fare beneficenza verso i più disagiati. Zio Philip però è preoccupato perché zia Vivian è di pessimo umore e non capisce il motivo fino a quando lei gli rivela di essere diventato prevedibile. Intanto tutta la famiglia arriva sul posto insieme ad altri volontari e lì Willy e Carlton fanno la conoscenza di Simon, una ragazza carina e attraente che stravederà per Carlton. Willy fa amicizia con Noah, un ragazzo disagiato il quale gli fa una ramanzina, poiché convinto che Willy inizialmente sarebbe stato coerente nel venire ad aiutare le povere persone, ma si accorge che è come tutti gli altri e non tornerà più. Mentre Willy sta andando via incontra un uomo, che armato di mazza da baseball lo inquadra come un ladro. Grazie agli zii si viene a sapere che quest'uomo è Hector, il vecchio vicino degli zii. Infatti prima di vivere nella loro attuale dimora la famiglia Banks abitava in una di quelle case. La famiglia ricorda i vecchi tempi di quando erano poveri e tutti i ragazzi (fatta eccezione per Hilary) si armano di buoni propositi per il futuro. Infine zio Philip si rende conto di essere prevedibile e dà ragione a Vivian, la quale però gli spiega di non aver perso attrazione per lui, ma di essere incinta!

## Uno schianto di cugina
- Titolo originale: That's No Lady, That's My Cousin
- Diretto da: Shelley Jensen
- Scritto da: Bryan Winter

### Trama
Gli zii danno la notizia del nuovo arrivo in famiglia, ma i ragazzi la prendono quasi come un gioco anche se non è assolutamente così. In particolar modo per Hilary, la quale sarà costretta a cercarsi una nuova casa, visto che la sua stanza servirà al bambino. La ricerca sarà più dura del previsto... Willy, Carlton e Ashley sono emozionati per l'inizio della scuola, soprattutto Ashley poiché per lei sarà il primo giorno di liceo. Inizialmente non si trova molto bene nel nuovo ambiente, poiché nessuno la nota, ma quando cambia look, i ragazzi le sbavano dietro, facendo preoccupare Carlton e Willy, non per niente contenti della situazione.

## Una diretta per due
- Titolo originale: Hilary Gets a Job
- Diretto da: Shelley Jensen
- Scritto da: Efrem Seeger

### Trama
Willy è entusiasta perché un servizio riguardante una petizione per non abbattere il centro ricreativo della città andrà in onda su un telegiornale locale, ma ne rimarrà molto deluso quando vedrà che nel servizio non se ne parla come si dovrebbe. Willy si dirige alla sede principale per fare chiarezza, insieme a lui c'è Hilary, ansiosa di conoscere il conduttore del servizio, Trevor Collins. Le cose prenderanno una strana direzione quando il produttore della rete, Howard, nota Hilary e la assumerà come annunciatrice per le previsioni meteorologiche e Willy pertanto non riesce a parlargli del servizio. Willy non si abbatte e mentre Hilary sta lavorando, appare in diretta tv parlando del centro ricreativo mandando il programma in confusione.
- Guest star: Brian Stokes Mitchell (Trevor Collins)

## Un ragazzo quasi padre
- Titolo originale: Mama's Baby, Carlton's Maybe
- Diretto da: Shelley Jensen
- Scritto da: Michael Fry

### Trama
Carlton si rivede con una sua ex fidanzata, Cindy, la quale gli farà una clamorosa sorpresa, un bambino, e il padre è Carlton! Quest'ultimo ne rimane scioccato in un primo momento, ma con l'evolversi della situazione non potrà fare a meno di stare con la sua nuova famiglia. Ovviamente Philip e Vivian non sono contenti, in più la situazione peggiora poiché Cindy rimane a vivere con loro dopo che è stata cacciata di casa dai suoi genitori. Così, Carlton e Cindy viste le difficoltà decidono di scappare nella notte e sposarsi in gran segreto. Willy, che era l'unico a sapere del matrimonio, si precipita per impedire la celebrazione, ma quando arriva lì scopre che Cindy se n'è andata, lasciando Carlton poiché il bambino non era suo figlio. Carlton spiega infatti di non avere avuto rapporti con lei e di essere ancora vergine.

## Amore interessato
- Titolo originale: P.S. I Love You
- Diretto da: Shelley Jensen
- Scritto da: Linda M. Yearwood

### Trama
Willy viene corteggiato da una ragazza, Lindsey, la quale per convincerlo a passare del tempo con lei lo riempie di regali molto costosi. Quello di Willy è un comportamento inappropriato e Carlton e Vivian cercano di farglielo capire, ma lui se ne infischia sfruttando l'occasione. Nel frattempo zio Philip è in una situazione difficile poiché deve dire al suo "maestro", il giudice Robertson, che gareggerà contro di lui alle elezioni per il posto di giudice della corte d'appello. Pertanto lo invita a cena e la situazione sarà alquanto bizzarra. Infine Lindsey va a trovare Willy a casa rompendo il loro rapporto. Willy è molto sorpreso ma lei gli spiega che aveva attirato la sua attenzione solo perché era popolare a scuola e lei aveva l'occasione di mettersi in risalto, inoltre gli chiede di restituirle tutti i regali che gli aveva fatto.
- Guest star: Sherman Hemsley (Giudice Robertson)

## Willy non mi lasciare
- Titolo originale: Here Comes the Judge
- Diretto da: Shelley Jensen
- Scritto da: Samm-Art Williams

### Trama
Durante una conferenza stampa tra zio Philip e il giudice Robertson Willy viene arrestato, accusato di non aver pagato duemila dollari di parcheggio. Questo episodio darà la strada spianata al giudice Robertson nelle elezioni mettendo in cattiva luce zio Phil. Willy si rende conto però che la macchina l'aveva prestata a Jazz e che è stato lui a non pagare. Willy si infuria con Jazz e decide di non volerlo vedere mai più, ma pensando alla loro amicizia decide di perdonarlo.
- Guest stars: Sherman Hemsley (Giudice Robertson), DJ Jazzy Jeff (Jazz)
- Curiosità: Nella puntata zio Philip dice di concorrere alle elezioni come giudice della corte d'assise, nella puntata precedente però (Amore interessato) afferma di concorrere come giudice della corte d'appello.

## Lezione di sopravvivenza
- Titolo originale: Boyz in the Woods
- Diretto da: Chuck Vinson
- Scritto da: Samm-Art Williams

### Trama
Zio Philip decide di portare Willy e Carlton in campeggio come faceva ai vecchi tempi con suo padre, nonostante il brutto tempo in arrivo zio Phil decide di partire lo stesso. Nel frattempo Hilary rimasta sola a casa con Geoffrey riceve la visita di Trevor, ma arriverà Jazz a rovinare l'atmosfera. Nel frattempo i ragazzi si perdono in un bosco e come se non bastasse finisce la benzina della macchina e inizia anche a nevicare. Decidono quindi di scendere e trovano una grotta nei paraggi dove passare la notte. Dentro la grotta Willy trova venticinquemila dollari e se ne appropria avaramente. La temperatura scende e zio Philip decide che per sopravvivere la notte è necessario bruciare i soldi per accendere un fuoco e riscaldarsi. I ragazzi comunque troveranno lo spirito dell'avventura che zio Phil voleva. Il giorno successivo appena usciti vengono festeggiati per aver vinto una caccia al tesoro e si scoprirà che i soldi erano in realtà cinquantamila!
- Guest stars: DJ Jazzy Jeff (Jazz), Brian Mitchell (Trevor Collins)

## L'ospite indesiderato
- Titolo originale: A Night at the Oprah
- Diretto da: Shelley Jensen
- Scritto da: Leslie Ray e David Steven Simon

### Trama
Grazie al fidanzato di Hillary, Trevor, la famiglia intera viene invitata all'Oprah Winfrey Show per discutere sulle prossime elezioni per la carica di giudice della Corte Suprema. Tra tutti Willy è il più felice ma non potrà partecipare insieme al resto della famiglia perché la produzione ha richiesto che solo i parenti più stretti vadano in onda. Gli zii non ce la fanno a dirglielo e lo portano con loro a Chicago, dove si registra lo show, glielo diranno solo al momento dell'entrata in scena. Willy, molto insoddisfatto della situazione, crea scompiglio in studio tanto che metterà in ridicolo l'intera famiglia arrivando ad una situazione assurda...
- Guest stars: Brian Mitchell (Trevor Collins), Oprah Winfrey (Sé stessa)
- Curiosità: In questa puntata viene fatta chiarezza sul tipo di candidatura di zio Philip. Infatti concorre al ruolo di giudice della Corte Suprema, a differenza di quanto detto nei precedenti due episodi (Amore interessato e Willy non mi lasciare).

## Giudici contro
- Titolo originale: Asses to Ashes
- Diretto da: Shelley Jensen
- Scritto da: Bryan Winter

### Trama
Finalmente è arrivato il giorno delle elezioni e la famiglia intera è in ansia per i risultati, i quali non sono positivi. Infatti il giudice Robertson vince e viene nominato giudice della Corte Suprema. Con sportività zio Philip accetta il risultato e si presenta da sconfitto al vincitore per fargli le sue congratulazioni, ma Robertson sarà tutt'altro che sportivo e lo prenderà in giro. Willy non riesce a sopportarlo e difende lo zio aggredendo verbalmente il giudice Robertson che improvvisamente ha un infarto e muore! Willy si sente in colpa per l'accaduto e ha un terribile rimorso. Zio Philip comunque decide di andare al funerale del giudice Robertson per fare un discorso in suo onore, ma si rende conto che a nessuno piaceva a causa del suo modo di comportarsi, soprattutto con le donne. L'unico che cerca di parlare bene del giudice è Willy, ma otterrà l'effetto contrario di ciò che voleva dire. La puntata si conclude con zio Philip che riceve una chiamata dal governatore il quale gli annuncia che sarà lui a prendere il posto reso vacante dopo la morte del giudice Robertson. Tutta la famiglia è entusiasta e decidono di festeggiare tutti insieme.
- Guest stars: Sherman Hemsley (Giudice Robertson), Brian Mitchell (Trevor Collins)

## Non colpirmi sulla fronte
- Titolo originale: A Funny Thing Happened on the Way to the Forum
- Diretto da: Shelley Jensen
- Scritto da: Leslie Ray e David Steven Simon

### Trama
Zia Vivian deve andare ad un corso pre-parto e chiede a zio Philip di accompagnarla, ma lui si inventa una scusa e quando Vivian lo scopre si arrabbia moltissimo con lui. Willy vedendo che nessuno ha intenzione di accompagnarla si offre volontario. Al corso conosce Danny Mitchell, una donna incinta che essendo giornalista lo invita ad assistere ad una partita dei Los Angeles Lakers. Willy e Danny passano una bella serata fino a quando inaspettatamente il bambino di Danny sta per nascere. Willy in totale panico riesce poi a cavarsela grazie all'aiuto di Tony, l'autista della limousine, che chiamerà assistenza medica. Willy torna a casa raccontando a zio Phil la serata e quest'ultimo si deciderà ad essere più premuroso nei confronti di zia Vivian.

## Guerra fredda
- Titolo originale: The Cold War
- Diretto da: Michael Peters
- Scritto da: David Steven Simon

### Trama
Zia Vivian riceve il risultato delle analisi dell'ecografia che permettono di sapere il sesso del bambino. Gli zii decidono di non voler svelare il mistero e chiedono a Geoffrey di custodire la busta con i risultati. Intanto Carlton è distrutto dal dolore perché sta vivendo un periodo difficile con Paula, la sua fidanzata. Willy ne approfitta per provarci con lei, tant'è che riesce ad ottenere un appuntamento, tutto ad insaputa di Carlton. Come se non bastasse quest'ultimo si ammala prendendosi l'influenza da Paula ed è costretto a vivere nella dépendance di casa al posto di Hillary per non contagiare zia Vivian. Anche Willy viene contagiato e per sbaglio rivela a Carlton la sua segreta relazione. I due sono costretti a soggiornare insieme nella dépendance e avranno difficoltà nell'andare d'accordo. Alla fine si riappacificano rivelando le malefatte inferte l'uno sull'altro. In finale di puntata Geoffrey, stanco dell'insistenza degli zii nel volere la busta, consegna i risultati a zio Phil che rimarrà sconcertato non solo nel vedere che non ci sono i risultati dell'ecografia, ma che oltretutto c'è un salatissimo conto da pagare!

## Rifiuto di obbedienza
- Titolo originale: Mommy Nearest
- Diretto da: Shelley Jensen
- Scritto da: Efrem Seeger

### Trama
Le sorelle di zia Vivian arrivano a far visita, tutte con le loro grandi novità, in particolare Viola, che annuncia la sua rottura con Robert. Willy è l'unico contento, ma lo sarà di meno quando la madre gli chiederà di tornare a vivere a Filadelfia insieme a lei. Willy non sa che fare, non volendo turbare la madre con un rifiuto, visto che lui si trova molto bene a Bel-Air e non vuole tornare. Le sorelle lo hanno già intuito e chiedono a Viola di lasciar perdere questa storia, ma lei non crede alle sorelle pensando che Willy abbia nostalgia di casa. Rimarrà quindi stupita quando il figlio le dirà quello che vuole fare. Viola comunque lo accetta, lasciando Willy libero di fare la cosa più giusta per lui.
- Guest stars: Verée Watson-Johnson (Viola), Jenifer Lewis (Helen), Charlayne Woodard (Janice), Roberti Torti (Frank)

## Doppio inganno
- Titolo originale: Winner Takes Off
- Diretto da: Shelley Jensen e Werner Walian
- Scritto da: Casey Maxwell Clair

### Trama
Willy & Carlton iniziano una accesa lotta con Geoffrey a suon di scommesse. I due cugini, usciti sconfitti da una scommessa in cui sono stati truffati, ne organizzano un'altra ancora più diabolica. I due fanno credere a Geoffrey che egli abbia vinto una grandissima somma alla lotteria, ma in realtà avevano registrato l'estrazione della settimana precedente su una videocassetta. Geoffrey euforico per la somma vinta esce fuori di testa festeggiando e addirittura lascia il suo lavoro di domestico. Willy e Carlton cercano di fargli cambiare idea ma Geoffrey è irremovibile. I due quindi sono costretti a svelargli il loro scherzo mettendo in imbarazzo il povero Geoffrey, che sentitosi umiliato decide di trovarsi un altro lavoro. Willy e Carlton confessano tutto a zio Philip che si arrabbia moltissimo con loro obbligandoli ad andare da Geoffrey per cercare di convincerlo a tornare. I due cugini scoprono che ha iniziato a lavorare come cameriere per un ristorante e dopo una lunga messinscena riescono a farlo tornare.

## Un'idea geniale
- Titolo originale: Robbing the Banks
- Diretto da: Shelley Jensen
- Scritto da: Winifred Hervey

### Trama
Zia Vivian lascia il resto della famiglia a casa da soli e la situazione si complica poiché ci sono un sacco di riparazioni da fare. Come se non bastasse zio Philip deve trovare un nuovo assistente temporaneo visto che Edward, quello attuale, ha un colloquio di lavoro. Senza altre opzioni zio Phil costringe Willy a venire in tribunale con lui. Durante un caso Willy convince lo zio ad assumere come operaio un ex detenuto, Luther. Quest'ultimo, nonostante lo scetticismo degli altri componenti della famiglia, svolge un ottimo lavoro, fino a quando Willy non trova più una pallina da baseball autografata. Carlton crede che sia stato Luther a rubarla, ma Willy non avendo prove sufficienti non dà peso alla cosa. La famiglia Banks dopo essere tornata da una cena fuori trova la casa svuotata e la colpa ricade subito su Luther, ma quando arriva la polizia si scopre che il ladro era Edward, stanco dei pesanti compiti assegnati dallo zio Phil. Inoltre Luther non aveva rubato neanche la pallina, ma era stata Ashley che l'aveva usata per allenarsi.
- Guest stars: M.C.Ganey (Luther), Phil Lamarr (Edward)

## La dolce attesa
- Titolo originale: Bundle of Joy
- Diretto da: Shelley Jensen
- Scritto da: Myles Avery Mapp e K. Snyder

### Trama
Tutta la famiglia Banks è agitata per l'imminente arrivo del bambino e ognuno fa dei pensieri su come la loro vita possa cambiare.

## Una cerimonia azzardata
- Titolo originale: The Best Laid Plans
- Diretto da: Shelley Jensen
- Scritto da: Leslie Ray e David Steven Simon

### Trama
Willy è molto eccitato perché trascorrerà la serata con la sua ragazza, Monique e avranno la casa libera. Quando sono sul punto di avere un rapporto sessuale Monique rivela a Willy di essere una ragazza all'antica e preferisce aspettare il matrimonio prima di fare l'amore. Willy è molto deluso e non ha intenzione di aspettare così a lungo, perciò chiede a Jazz di fingersi prete e celebrare un finto matrimonio. I due ora sono sposati e Willy finalmente avrà ciò che desidera, ma i sensi di colpa lo tormentano, in particolare quando Monique gli regala un ciondolo speciale che appartiene alla sua famiglia da anni. A questo punto Willy svela l'ignobile bugia del finto matrimonio e Monique lo lascia da solo nel motel dove alloggiavano. Tornato a casa Willy subisce un'inevitabile predica da zio Philip, su tutte le furie per quanto è successo.
- Guest stars: DJ Jazzy Jeff (Jazz), Kim Fields (Monique)

## L'occasione mancata
- Titolo originale: The Alma Matter
- Diretto da: Shelley Jensen
- Scritto da: Bryan Winter

### Trama
Carlton è entusiasta perché a scuola sono in corso dei colloqui per l'ammissione all'università di Princeton ed è sicuro che verrà accettato. Willy invece non ha intenzione di farlo, ma zio Philip lo obbliga. Carlton inizia subito a prenderlo in giro perché è sicuro che farà una pessima figura, ma sorprendentemente Willy riesce a fare una buona impressione al rappresentante, tant'è che viene ammesso. Carlton è incredulo e al colloquio cerca di imitare il comportamento di Willy, ma le cose si mettono male e non solo non viene ammesso, viene anche sospeso per aver minacciato di morte il rappresentante Ed. Quando torna a casa Carlton mente annunciando a tutti di essere stato ammesso e di aver ottenuto una borsa di studio, ma il preside della scuola chiama a casa Banks dicendo la verità sul colloquio di Carlton. Tutta la famiglia, in particolare zio Phil, è delusa e sorpresa da ciò che ha fatto Carlton e quest'ultimo spiega perché ha fatto tutto ciò. Mentre Carlton è in soggiorno appare il suo angelo custode, con le sembianze di Tom Jones, che gli mostra come sarebbe stata la vita in famiglia senza di lui. Quindi Carlton si rincuora e parlando con suo padre, capisce che la cosa migliore da fare è essere se stesso.
- Guest star: Tom Jones (Sé stesso/angelo custode), Earl Boen (Ed)

## Qualche pillola di troppo
- Titolo originale: Just Say Yo
- Diretto da: Shelley Jensen
- Scritto da: Efrem Seeger

### Trama
Carlton è molto preoccupato per il ballo scolastico e come se non bastasse, gli è uscito un brufolo imbarazzante. Invece Willy è preoccupato perché ha troppi impegni e non riesce a riposare bene. Arrivato a scuola riceve da un suo compagno di scuola delle pillole di anfetamina che l'avrebbero aiutato a rimanere sveglio. Al ballo Carlton si sente a disagio per il suo brufolo e chiede aiuto a Willy, quest'ultimo gli dice di vedere nel suo armadietto ma lì trova le pillole di anfetamina. Alla festa Carlton si scatena nel ballo ma improvvisamente sviene. Di corsa Willy lo porta all'ospedale dove per fortuna Carlton si riprende. All'ospedale arriva tutta la famiglia e Carlton per proteggere Willy mente, facendolo sembrare un ragazzo responsabile. Willy inizialmente apprezza il gesto di Carlton, ma alla fine dirà tutta la verità sull'accaduto, colto da un senso di colpa. Tutta la famiglia è delusa dal suo comportamento, ma alla fine lo perdona e lo consola.
- Guest stars: Mark Ballou (John), Mary Morrow (Cindy), Johari (Vanessa)

## Fiocco azzurro in casa Banks
- Titolo originale: Baby Comes Out
- Diretto da: Shelley Jensen
- Scritto da: Winifred Hervey

### Trama
La famiglia Banks è in allarme perché zia Vivian sta per avere il bambino, alla fine però si rivelerà un falso allarme. Zia Vivian diventa insopportabile e la famiglia decide di prendersi delle ore di riposo lontani da lei. Willy e zio Philip vanno in ospedale per un controllo di quest'ultimo, le zie Viola e Janice, che sono venute per la grande occasione, vanno dal parrucchiere insieme a Hilary e Carlton. Geoffrey invece rimane a casa insieme ad Ashley per supportare Vivian. La situazione si complica perché zia Viv sta davvero per partorire, quindi Ashley la accompagna all'ospedale poiché gli altri non sono reperibili. Arrivate in ospedale vengono raggiunte dagli altri componenti della famiglia e alla fine si stringono tutti attorno al neonato.
- Guest stars: Vernee Watson-Johnson (Viola), Charlayne Woodard (Janice)

## Gioco d'azzardo
- Titolo originale: You Bet Your Life
- Diretto da: Chuck Vinson
- Scritto da: Samm-Art Williams

### Trama
Willy ha in programma per il fine settimana di visitare alcuni college accompagnato da zio Philip. Purtroppo però quest'ultimo si ammala e Carlton è costretto ad accompagnarlo. Durante il viaggio Willy ha bisogno di andare al bagno e Carlton sosta una macchina ad una tavola calda nei paraggi. Arrivati lì scoprono che Jazz si era nascosto nel bagagliaio ed era venuto per fargli compagnia. Nell'attesa decidono di far controllare la macchina da un meccanico il quale gli dice che la spesa è di trecento dollari. Non avendo abbastanza soldi Willy e Jazz giocano d'azzardo e riescono a guadagnare i soldi necessari, ma Carlton, che aveva cercato di vincere anche lui, diventa dipendente da una slot machine e non ha intenzione di smettere. Willy e Jazz dopo aver insistito nel convincerlo lo lasciano da solo. Sulla strada però Willy ha un ripensamento e decide di tornare indietro. La situazione per Carlton si complica poiché un energumeno se la prende con lui minacciando di picchiarlo. Willy si sacrifica al suo posto ricevendo un cazzotto in faccia. I tre alla fine riusciranno a rimettersi in strada ma una sciocchezza di Carlton li metterà in seri guai.
- Guest stars: Riddick Bowe (Bo), DJ Jazzy Jeff (Jazz)

## Dilettanti allo sbaraglio
- Titolo originale: Ain't No Business Like Show Business
- Diretto da: Shelley Jensen
- Scritto da: Will Smith e Jeff Pollack

### Trama
Zia Vivian è fuori città e zio Philip fa di tutto per stare in compagnia dei figli, ma loro non sembrano esserne molto felici. Intanto Willy invita un suo amico da Philadelphia, Keith, il quale l'indomani dovrà esibirsi in uno spettacolo comico. Willy crede di essere spiritoso tanto quanto Keith e tramite una messinscena riesce ad ottenere un posto nello spettacolo. Keith è molto arrabbiato con Willy, perché non riesce a credere che abbia ottenuto un posto nella serata, non avendo faticato tanto quanto lui. Ma Willy lo prende in giro, dicendogli che il lavoro del comico non è così faticoso e che lui ha la stoffa per farcela. Arriva la tanto attesa serata ma Willy fa fiasco clamorosamente e viene fischiato dal pubblico. A quel punto, Keith salva la situazione entrando in scena e facendo ridere a modo suo gli spettatori. Willy dovrà ammettere che il lavoro del comico non fa per lui e si riappacificherà con Keith.
- Guest star: D. L. Hughley (Keith Campell)

## Come eravamo
- Titolo originale: The Way We Were
- Diretto da: Maynard C. Virgil I
- Scritto da: Michael Fry

### Trama
A casa Banks sono in corso i preparativi per il rinnovo dei voti nuziali degli zii Philip e Vivian, ma nel fermento zio Phil perde la fede nuziale. Intanto i ragazzi decidono di fare un album fotografico agli zii come regalo, ripensando ai momenti passati insieme. Infine si arriva alla cerimonia che riuscirà benissimo nonostante le difficoltà iniziali.
- Guest star: DJ Jazzy Jeff (Jazz)

## Il sospirato diploma
- Titolo originale: Six Degrees of Graduation
- Diretto da: Shelley Jensen
- Scritto da: Bryan Winter e Efrem Seeger

### Trama
Willy e Carlton sono in trepidante attesa per il giorno della consegna dei diplomi e quest'ultimo è il più in ansia perché dovrà tenere un discorso a tutti i presenti. Per Willy invece si complicano le cose poiché la sua insegnante di musica, la signora Bassin, lo informa che non è allo stesso livello dei suoi compagni e verrà bocciato non arrivando a prendere il diploma. Willy è preoccupatissimo perché alla cerimonia sarà presente anche sua madre e non vuole deluderla. La professoressa decide quindi di aiutarlo concedendogli una seconda occasione, Willy dovrà concludere l'anno frequentando le lezioni in un'altra classe. Willy rimane sorpreso quando nella nuova classe ci sono solo bambini ed anche lì ha qualche difficoltà con la materia. Nonostante la stravaganza della situazione Willy riesce a convincere la signora Bassin, dopo aver preso parte alla recita di fine anno con gli altri bambini. Alla fine Carlton riesce a fare un bellissimo discorso e anche Willy viene premiato con il diploma, concludendo con dei meritati festeggiamenti.
- Guest stars: DJ Jazzy Jeff (Jazz), Vernee Watson-Johnson (Viola) e Rosalind Cash (Signora Bassin)